# Rouget le braconnier (film)
Pour les articles homonymes, voir Rouget le braconnier.
Pour plus de détails, voir Fiche technique et Distribution.
Rouget le braconnier est un film français réalisé par Gilles Cousin et sorti en 1989.

## Fiche technique
- Titre : Rouget le braconnier
- Réalisation : Gilles Cousin
- Scénario : Gilles Cousin, Marie-Geneviève Ripeau, Dominique Lancelot et René Le Capitaine
- Photographie : Marcel Combes
- Décors : Alexandre Trauner, Pierre Duquesne, Hubert Lecanu et Philippe Vaudolon
- Son : Alain Villeval
- Montage : Jean-Claude Bonfanti
- Musique : Jean Morlier
- Production : Sinfonia Films - Paris Cité Productions - Télé Ciné Productions
- Pays d'origine :  France
- Durée : 93 minutes
- Date de sortie : France - 31 mai 1989

## Distribution
- Jean-Michel Noirey : Louis Rouget
- Olivia Brunaux : Jeanne Milcent
- Nicolas Silberg : le Potard
- Sabrina Leurquin : Marie Rouget
- Pierre Marzin : le Gilbert
- Ginette Garcin : la mère Potard
- Maurice Barrier : le gendarme Javelle
- François Maistre : le père Rouget
- Leny Escudero : le marianniste
- Gérard Hérold : Ulysse Leblanc
- Fred Ulysse : le brigadier Houlbert
- Jacques Gouin : le marquis
- Anthony Sineau : Petit-Louis
- Jean-Paul Dubois : le gendarme Pénégat
- Yves Belluardo